# Henri Privat-Livemont

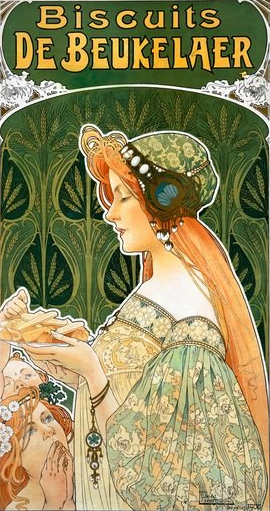
Cartel publicitario para las galletas De Beukelaer.

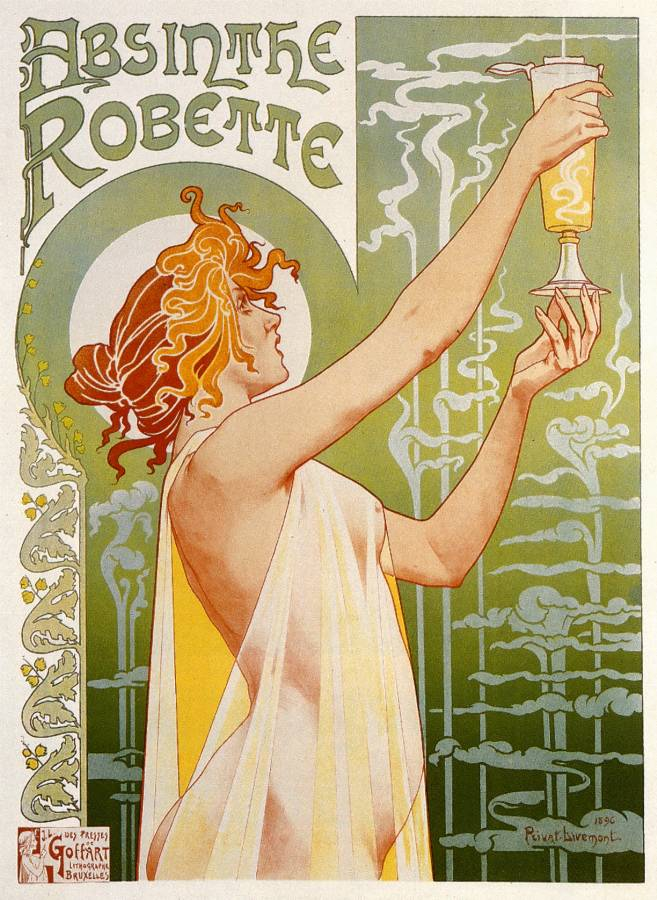
Cartel de la absenta Robette.

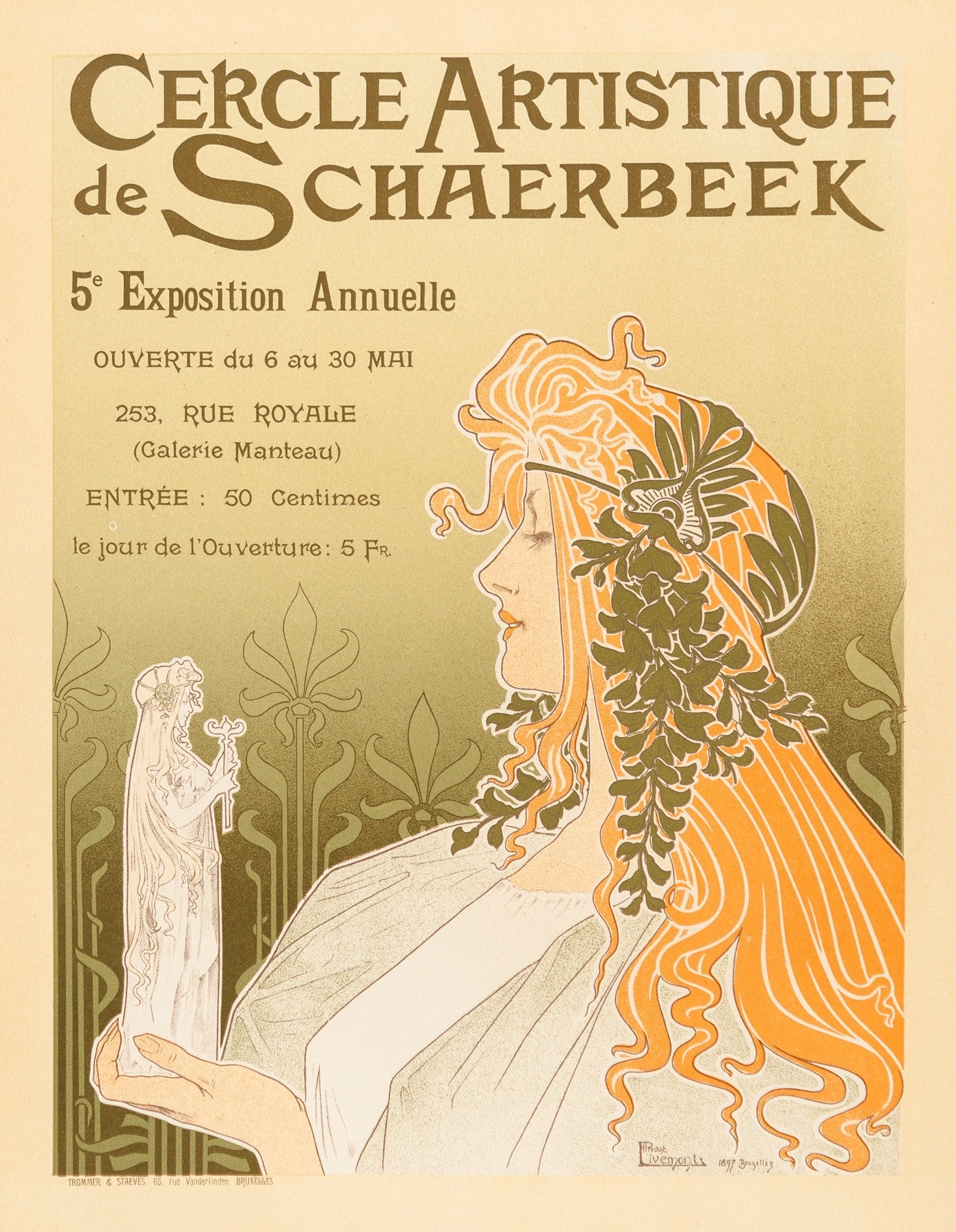
Cartel para el círculo artístico de su comuna, 1900.

Henri Privat Antoine Théodore Livemont, conocido como Henri Privat-Lemont (Schaerbeek, 1861 - 1936), fue un artista gráfico belga, de estilo modernista.

## Vida y obra
Comenzó sus estudios en la Escuela de Artes Decorativas de Saint-Josse-ten-Noode de Bruselas. Ganó una beca en 1883 para estudiar en París. Allí trabajó durante seis años pintando decoraciones arquitectónicas y diseños de escenarios en los estudios Lemaire, Lavastre & Duvignaud. Junto a Lemaire creó la decoración del Teatro Francés, así como la del Hotel de Ville. Además estudiaba -junto a Louis Delaporte- en la Escuela Etienne-Marcel.
Retornó a Bruselas en 1889 tras su matrimonio en julio con Madeline Brown, para comenzar con su propia carrera de pintor, impresor y diseñador de interiores, estableciendo su propio estudio. Allí trabajaría para teatros y casinos, trabajos en su mayoría perdidos, y haría en 1890 el primero de lo que llegarían a ser sus primeros treinta carteles hasta el año 1900. La edición de agosto/septiembre de 1898 de la revista “The Poster” dedicó un artículo principal al diseñador.
El estilo gráfico de Livemont tiene notables similitudes con el estilo de Mucha, por ello se podría argüir a primera vista que fue un imitador de este, aunque examinado en detalle se nota la calidad propia de su estilo. Al igual que muchos contemporáneos, la mujer era su motivo principal y creó un prototipo identificable que situó en la mayoría de sus obras. Livemont era meticuloso con sus diseños y esto lo aplicaba incluso en sus diseños litográficos, en los cuales se encargaba personalmente de dibujar la imagen sobre piedra. Sus carteles más conocidos son los de publicidad para la bebida de ajenjo Robette (1896) y el anuncio del Casino de Cabourg (1897).